# Fridingen an der Donau
Fridingen an der Donau è una città tedesca di 3 116 abitanti, situato nel land del Baden-Württemberg.